# Ezeiza
Ezeiza – miasto w Argentynie, położone w północnej części prowincji Buenos Aires.

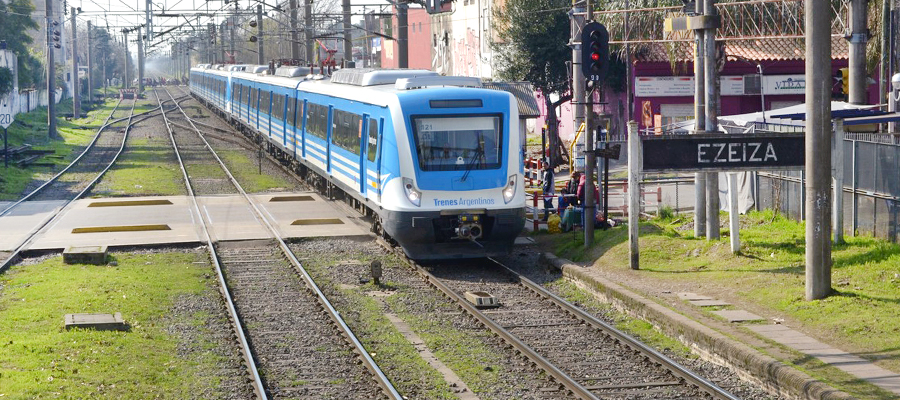
Stacja kolejowa Ezeiza

## Opis
Miejscowość została założona 1885 roku. W mieście jest węzeł drogowy-RP32, RP33, RP58 i RN205, przebiega też linia kolejowa. W odległości 2 km od miasta, znajduje się największy w kraju Międzynarodowy Port Lotniczy, będący jednym z dwóch obsługujących aglomerację Buenos Aires.